# Pablo Hurtado
Pablo Hurtado Castañeda (nascido em 27 de março de 1932) é um ex-ciclista colombiano. Competiu representando a Colômbia no ciclismo nos Jogos Olímpicos de Verão de 1956, terminando em oitavo lugar na prova de estrada contrarrelógio por equipes. Também competiu nos Jogos Olímpicos Roma 1960.